# 热电堆
热电堆是一种能把温差和电能相互转化的元件。当热电堆的两边出现温差时，会产生电流，可用于测量温度。反之，通以电流，其两面会产生温差，也有专门利用其冷端的器件，称“半导体制冷片”，可在汽车冰箱，激光冷却系统，以及饮水机里边见到。结构上，它由多个热电偶组成。使用热电堆测量温度时，可以克服单个热电偶产生的电势差太小而难以测量的缺点，避免使用昂贵的高精度运算放大器。
热电堆广泛用于温度测量，例如 红外线温度计在医疗上广泛地用于测量人体温度。也被用于制造热流传感器(如莫尔热电偶 、 日温计) 相对于热电偶，热电堆的输出电压通常在10-几百毫伏的数量级。
热电堆还可利用温差发电，比如地热能，以及其他难以利用的低温废热。和太阳能发电类似，这种发电方法对环境无任何污染，是一种绿色能源。